# 한마음혈액원
한마음혈액원은 비영리법인으로 대한민국 국가 혈액사업을 수행하는 공공단체이다. 안정적이고 안전한 혈액공급이라는 국가혈액사업의 목적을 달성하고, 혈액사업을 민간에 규제했던 것에 대한 개선의 일환으로 1999년 대통령령에 의거하여 국내 혈액사업에 의료기관도 참여 하도록 혈액관리법이 개정됨에 따라, 2002년 5월 보건복지부의 승인을 받아 설립되었다. 현재,수도권에 헌혈카페 16곳과 헌혈차량 10대를 통해 개인헌혈 및 단체.출장 헌혈 등을 실시하고 있다. 헌혈 금장.은장 등의 헌혈유공자 수여자의 헌혈횟수에는 한마음혈액원과 대한적십자사의 헌혈이 모두 포함된다. 본원은 경기도 군포시 산본로에 자리하고 있다.